# Royals de New Westminster
Pour l'équipe de la Western Hockey League, voir Royals de New Westminster (WHL).
Les Royals de New Westminster sont une équipe de hockey sur glace dans la province de la Colombie-Britannique, au Canada du début du XXe siècle.

## Historique

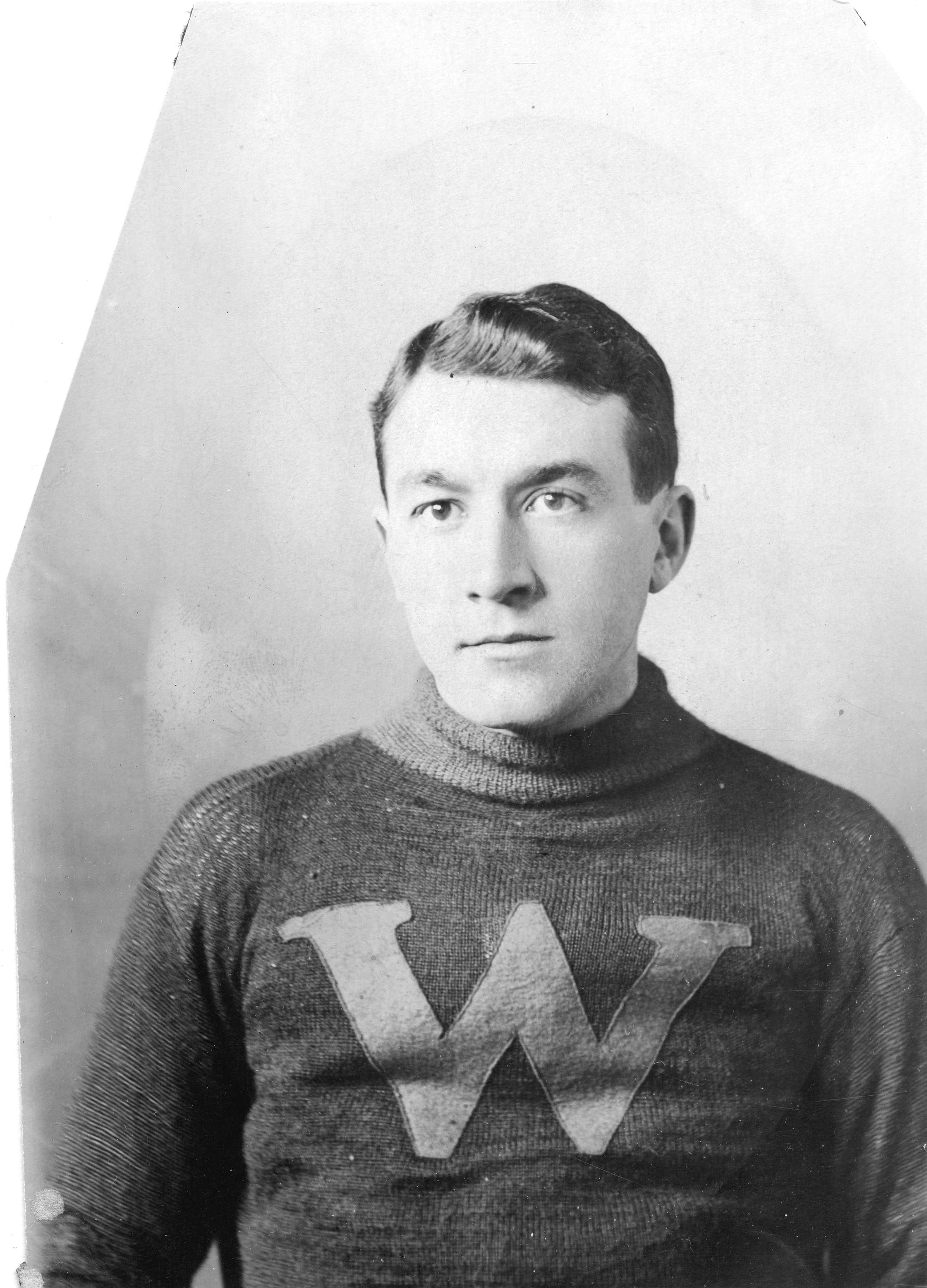
Hugh Lehman dans l'uniforme des Royals de New Westminster.

### Saison 1912, champions de la PCHA
Les Royals sont créés lors de la saison 1912 pour faire partie de l'Association de hockey de la Côte du Pacifique (souvent désignée par le sigle PCHA en référence à son nom anglais : Pacific Coast Hockey Association) ; la PCHA est créée Le 7 décembre 1911, par les frères Patrick, Frank et Lester, qui utilisent les finances de leur père, Joseph Patrick.
Le premier match de la PCHA a lieu le 2 janvier 1912 dans la ville de Victoria, en Colombie-Britannique, entre les Senators de Victoria et les Royals de New Westminster. Devant 2 500 spectateurs, Ran McDonald, joueur des Royals, inscrit le premier but de la PCHA ; il inscrit un total de quatre buts pour la victoire des siens 8-3.
En quinze rencontres jouées lors de cette première saison, les Royals comptent neuf victoires et six défaites pour la première place du classement et le premier titre de champion de la PCHA. Harry Hyland est le meilleur buteur de l'équipe finissant avec vingt-six buts, un de moins que le joueur vedette de Vancouver, Édouard « Newsy » Lalonde, meilleur buteur du championnat. Hyland est tout de même mis en avant en étant sélectionné dans l'équipe d'étoiles de l'Association. Hugh Lehman, le gardien de but de l'équipe fait également partie de cette équipe et termine la saison avec la meilleure moyenne de buts alloués par rencontre, 5,07. Moose Johnson est le troisième joueur de l'équipe à faire partie de l'équipe d'étoiles de la PCHA

### Saison 1912-1913
La situation des Royals change à la fin de la saison suivante puisqu'ils ne remportent que six rencontres pour neuf défaites ; ils terminent ainsi à la dernière place de la PCHA alors que les joueurs de Victoria, emmenés par Thomas Dunderdale le meilleur buteur de la saison, sont premiers. L'équipe joue ses deux derniers matchs de la saison à Calgary et à Regina. 
Hyland décide de quitter l'équipe avant les débuts de la saison, il retourne donc jouer dans l'Association nationale de hockey et Ran McDonald est le meilleur buteur des Royals avec quinze buts. Johnson est une nouvelle fois désigné membre de l'équipe d'étoiles de la PCHA.

### Saison 1913-1914
Les Royals jouent leur dernière saison dans la PCHA en 1913-1914 et ils finissent cette année à la deuxième place du classement, une nouvelle fois derrière les joueurs de Victoria. Lehman est une nouvelle fois désigné membre de l'équipe d'étoiles de la PCHA.
Quand les dirigeants de l'équipe font le bilan de cette saison, il est estimé que les pertes se situent entre quatre mille et neuf mille dollars ; il est alors décidé de déménager la franchise pour la saison suivante et la renommer Rosebuds de Portland.

## Résultats par saison
| Équipe    | PJ | V | D | N | BP | BC |
| --------- | -- | - | - | - | -- | -- |
| 1912      | 15 | 9 | 6 | 0 | 78 | 77 |
| 1912-1913 | 15 | 6 | 9 | 0 | 67 | 74 |
| 1913-1914 | 15 | 7 | 9 | 0 | 75 | 81 |